# Niella Tanaro
Niella Tanaro (piemontiul: La Niela Tane) település Olaszországban, Piemont régióban, Cuneo megyében. Lakosainak száma 960 fő (2023. január 1.). Niella Tanaro Briaglia, Castellino Tanaro, Cigliè, Lesegno, Rocca Cigliè, San Michele Mondovì, Vicoforte és Mondovì községekkel határos.

## Népesség
A település lakossága az elmúlt években az alábbi módon változott:
| Lakosok száma | 1051 | 1041 | 960  |
|               | 2017 | 2018 | 2023 |